# Wingendorf (Oederan)
Wingendorf ist ein Gemeindeteil der sächsischen Stadt Oederan im Landkreis Mittelsachsen.

## Geografie
Wingendorf liegt nordöstlich von Oederan und westlich der Kreisstadt Freiberg. Der Ort liegt im Tal des Kemnitzbaches und im „Landschaftsschutzgebiet Striegistäler“. In der Gemarkung Wingendorf befindet sich die Wüstung Kuhren. Nachbarorte von Wingendorf sind Bräunsdorf im Norden, Wegefarth im Osten, Frankenstein im Süden, Hartha im Südwesten, und die Hainichener Ortsteile Bockendorf und Riechberg im Nordwesten.

## Geschichte
Der Ort Wingendorf wurde erstmals 1349 als „minor“ Frankenstein (Klein-Frankenstein) erwähnt. Spätere Ortsnamen sind Wenygendorf (1378), Wenigendorff (1439) und später Wingendorf(f) (1539/49). Wingendorf war ein Herrensitz einer Linie der Herren von Schönberg, denen ab 1446 auch Oberschöna und Frankenstein gehörten. Um 1551 gehörten Wingendorf und Frankenstein nachweislich zum schönbergischen Rittergut Oberschöna, die Verwaltung der Orte oblag jedoch in dieser Zeit nicht mehr dem Kreisamt Freiberg, sondern der Pflege Schellenberg bzw. später dem Amt Augustusburg. Ab 1696 ist das „Rittergut Wingendorf“ mit den Orten Wingendorf, Frankenstein und dem „Städtchen“ Hainichen (Exklave) belegt, welches wieder zum Kreisamt Freiberg gehörte.
In Wingendorf und den beiden Nachbarorten Frankenstein und Bräunsdorf wurde zwischen 1500 und 1800 Silberbergbau betrieben. Das dazugehörige Pochwerk befand sich im benachbarten Kemnitztal, zur Weiterverarbeitung wurde das Erz nach Muldenhütten bei Freiberg gebracht.
Bei einer Verwaltungsreform im Königreich Sachsen wurde die Gerichtsbarkeit der Orte Wingendorf und Frankenstein im Jahr 1856 dem Königlichen Gericht Oederan übertragen. Seit 1875 gehörte Wingendorf zur Amtshauptmannschaft Flöha, deren Nachfolger 1952 der Kreis Flöha im Bezirk Chemnitz (1953 in Bezirk Karl-Marx-Stadt umbenannt) wurde. 1974 wurde Wingendorf nach Frankenstein eingemeindet, mit welchem es 1990 zum sächsischen Landkreis Flöha, 1994 zum Landkreis Freiberg und 2008 zum Landkreis Mittelsachsen kam. Durch die Eingemeindung der Gemeinde Frankenstein mit ihren Ortsteilen in die Stadt Oederan ist Wingendorf seit 2012 ein Ortsteil von Oederan.

### Entwicklung der Einwohnerzahl
| Jahr | Einwohnerzahl                                         |
| ---- | ----------------------------------------------------- |
| 1551 | 15 besessene Mann, 6 Gärtner, 19 Inwohner, 30 ½ Hufen |
| 1764 | 10 besessene Mann, 3 Gärtner, 32 Häusler, 14 ¾ Hufen  |
| 1834 | 291                                                   |
| 1871 | 279                                                   |

| Jahr | Einwohnerzahl |
| ---- | ------------- |
| 1890 | 311           |
| 1910 | 271           |
| 1925 | 284           |
| 1939 | 244           |

| Jahr | Einwohnerzahl |
| ---- | ------------- |
| 1946 | 439           |
| 1950 | 396           |
| 1964 | 391           |
| 2013 | 214           |

## Kultur

### Religion
Die evangelischen Bewohner Wingendorfs gehören zur Evangelisch-lutherischen Kirchgemeinde Oederan, die römisch-katholischen zur Gemeinde St. Theresia in Flöha als Teil der Katholischen Pfarrei St. Johannis der Evangelist Freiberg. Zudem gibt es im Ort eine Gemeinde der Gemeinschaft in Christo Jesu.

### Brauchtum
Jährlich legt eine Nachstellung eines historischen Besiedelungszugs in Wingendorf eine Zwischenetappe ein. Der Tross besteht aus 16 mit Pferden gezogenen Planwagen und etwa 50 Mitwirkenden.